# Sphecozone longipes
Sphecozone longipes är en spindelart som först beskrevs av Embrik Strand 1908.  Sphecozone longipes ingår i släktet Sphecozone och familjen täckvävarspindlar.
Artens utbredningsområde är Peru. Inga underarter finns listade i Catalogue of Life.